# Lecturio
Lecturio ist eine internationale E-Learning-Plattform mit Sitz in Leipzig.

## Geschichte
Lecturio wurde 2008 von den Absolventen der Handelshochschule Leipzig Tim Koschella und Martin Schlichte gegründet. Ursprünglich sollte Lecturio es Studenten ermöglichen, verpasste Vorlesungen und Seminare durch Videomitschnitte nachzuholen. Dazu wurden Vorlesungen und Seminare aufgezeichnet, um sie online zur Verfügung zu stellen. Viele Universitäten und Hochschulen waren jedoch nicht bereit, sich auf die neue Idee einzulassen, sodass die grundlegende Idee umstrukturiert wurde. Lecturio entwickelte sich zur Plattform für professionelles Online- und Mobile-Learning.
Die erste Finanzierung erfolgte durch Business Angels, danach durch Venture Capital Fonds. Nach dem Sächsischen Technologiegründerfonds folgte 2011 Holtzbrinck Ventures, 2014 stießen die französischen Risikokapitalgeber Seventure Partners als Investoren dazu.
Seit 2013 ist Lecturio Partner des Internet-Netzwerks XING. 2014 wurde der Beitritt zum „Global Saba Content Connect“-Programm bekanntgegeben.

## Produkte
Hauptfokus sind Kurse in Jura, Wirtschaft und Medizin. Diese Kurse richten sich inhaltlich und strukturell besonders an Studenten, z. B. Jura-Repetitorien oder Vorbereitungskurse zum Staatsexamen.
Im Bereich der medizinischen Ausbildung liegt der Fokus auf strukturiertem, prüfungsorientiertem Lernen. Hierzu gehören u. a. Vorbereitungskurse auf internationale medizinische Prüfungen wie den USMLE (United States Medical Licensing Examination) oder das Physikum in Deutschland.
Daneben gibt es die Bereiche Software, Karriere & Erfolg, Rechnungswesen & Steuern, Sprachen, Gesundheit und Freizeit. Auf der Seite gibt es interne Bereiche, die nur Angehörige einer Hochschule oder Universität mittels eines speziellen Zugangs nutzen können. Lecturio arbeitet mit verschiedenen Universitäten zusammen, z. B. der Friedrich-Schiller-Universität Jena, der Ludwig-Maximilians-Universität München (LMU), der Technischen Universität München (TUM), der Universität Leipzig und anderen.
Die kostenlose Registrierung ermöglicht die Nutzung von kostenfreien und kostenpflichtigen Vorträgen bzw. Kursen sowie Quizfragen zur direkten Kontrolle des Gelernten. Der speziell entwickelte Player besteht aus drei Fenstern und ermöglicht den Nutzern neben der Wiedergabe des Lernvideos noch, die Inhaltsangabe sowie die Lernfolien zu sehen. Die Videos werden professionell aufgenommen, entweder direkt vor Ort oder im eigenen Studio.
2013 folgte die technische Erweiterung in Form einer Mobile App, zunächst nur für iPod, iPad und iPhone, seit 2014 auch für Android-Geräte und mit Offline-Modus.
2015 startete Lecturio eine Plattform für Medizinstudenten in englischer Sprache. Diese bietet alle Inhalte zur Vorbereitung auf den US-amerikanischen Medical College Admission Test (MCAT) und die US-amerikanischen Medizin-Examensprüfungen.

## Kritik
Kritik ernten E-Learning-Plattformen wie Lecturio vor allem von Seiten der Universitätsdozenten: der Lerneffekt eines Online-Kurses von zu Hause aus könne nie so hoch sein wie in einem Präsenzseminar. Außerdem würden Portale dieser Art mit dem „Allgemeingut Bildung“ handeln.

## Auszeichnungen
- 2009 und 2012 Sonderpreis der S-Beteiligungen der Sparkasse Leipzig, im Rahmen der Leipziger Gründerpreisverleihung.[16][17][18]
- 2016 Reimagine Education Silver Award in der Kategorie „Digital Content“.[19]

## Sonstiges
Lecturio vergibt Stipendien an Studenten der Medizin, Jura oder Wirtschaftswissenschaften.